# Bildstock (Hesselbach, Richtung Lahm)

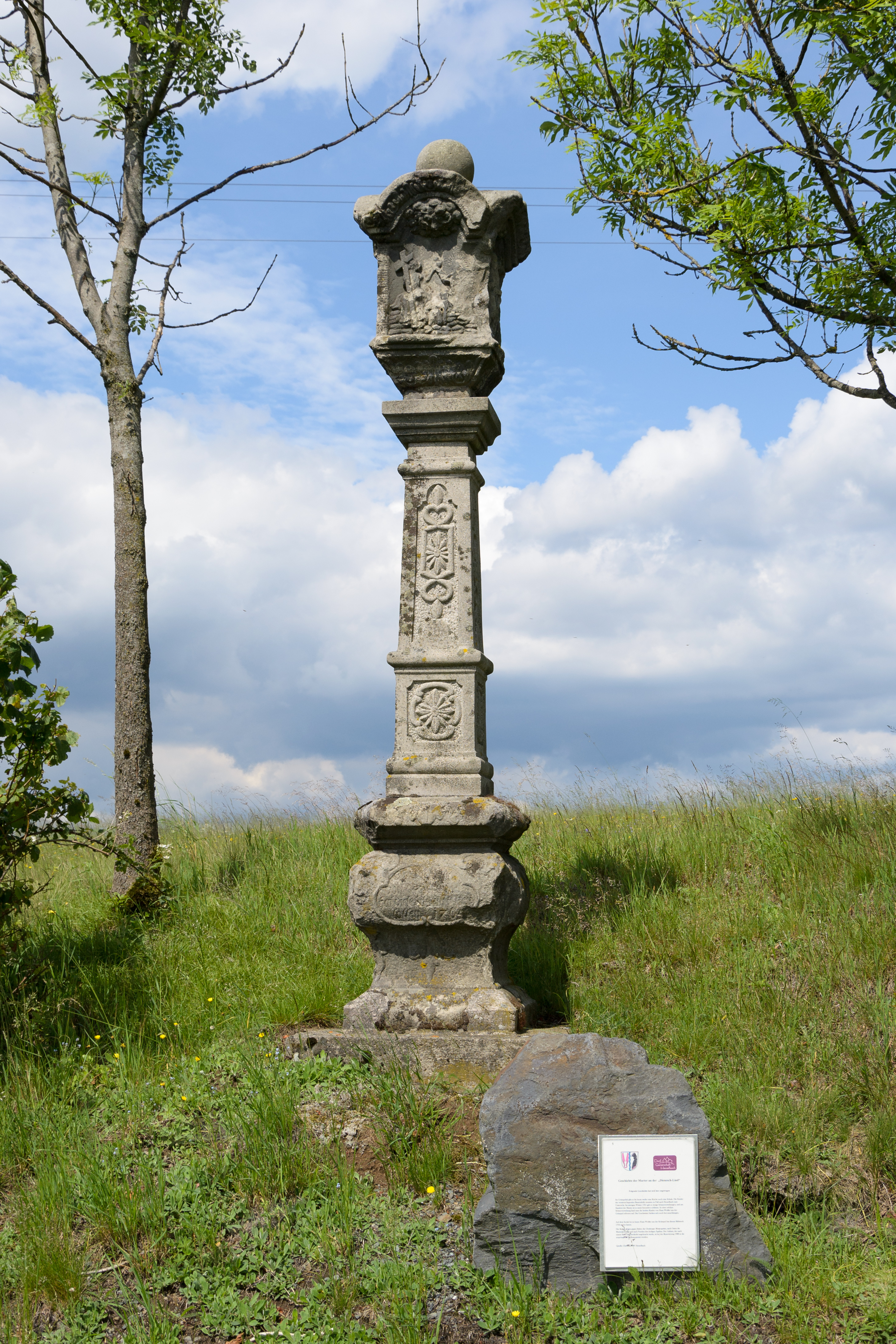
Bildstock an der Straße nach Lahm

Der Bildstock an der Straße von Hesselbach nach Lahm ist ein als Baudenkmal geschütztes Kleindenkmal in Hesselbach, einem Gemeindeteil der im oberfränkischen Landkreis Kronach gelegenen Gemeinde Wilhelmsthal.

## Beschreibung
Das 1764 errichtete Flurdenkmal aus Sandstein steht rund 300 Meter nördlich des Ortes links der Staatsstraße St 2200 in Richtung Lahm. Der konkav-konvexe Sockel des Bildstocks trägt die Inschrift „Hanns Weißer von der Krümpel hat diese biltstock setzen lassen 1764“. Auf einem mit Bandelwerk verzierten Pfeilerschaft ruht der von eingezogenen Rundbogen geschlossene Aufsatz.  Dessen vier Seiten zeigen als Reliefs die Krönung Mariens, den heiligen Ägidius, die Schmerzhafte Muttergottes und die Glosberger Muttergottes. Eine Marienstatue in dem nördlich der Kreisstadt Kronach gelegenen Wallfahrtsort Glosberg soll 1727 mehrmals blutige Tränen geweint haben, weshalb dieses Motiv auf zahlreichen Bildstöcken im Frankenwald zu finden ist.
Der Bildstock wurde zum Gedenken an die beiden Kinder des Stifters Hanns Weißer errichtet, die in einem strengen Winter auf dem Schulweg am Standort des Flurdenkmals in einer Schneeverwehung erfroren sein sollen.